# Tenka-goken

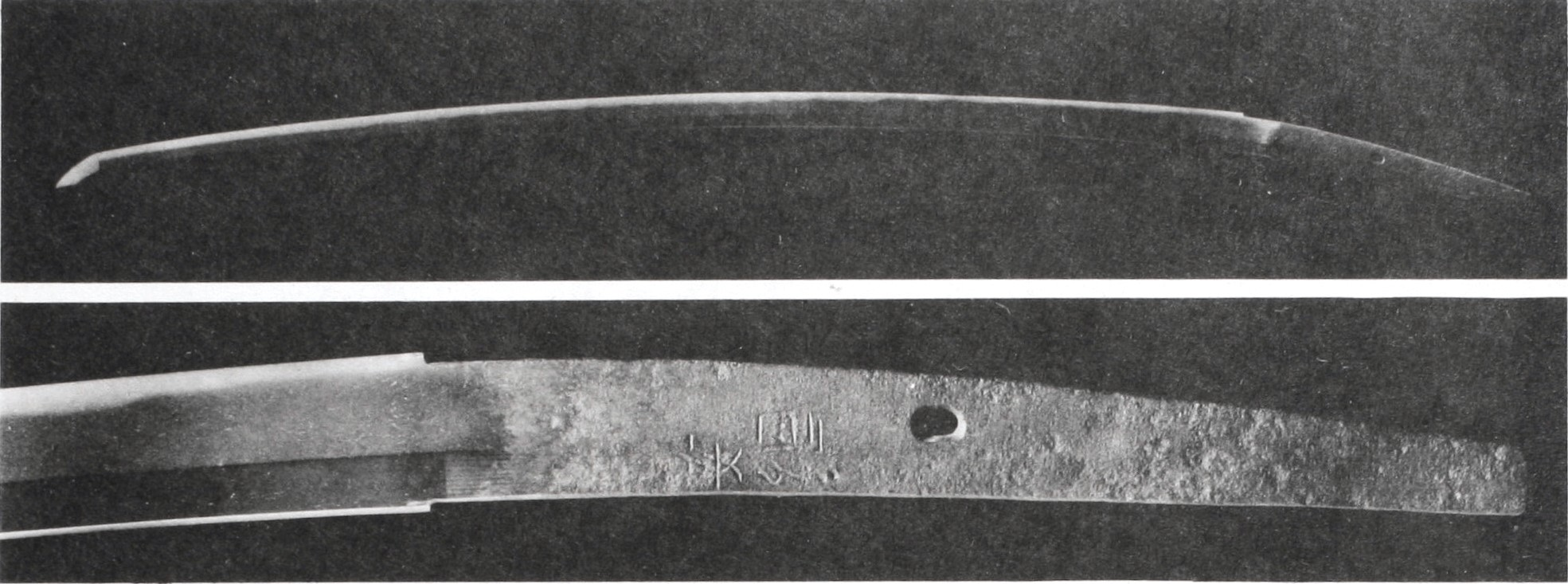
Dōjigiri im Nationalmuseum Tokio

Die tenka-goken (jap. 天下五剣, dt. „Fünf [besten] Schwerter unter dem Himmel“) sind fünf berühmte japanische Schwerter, die seit der Muromachi-Zeit unter dieser Bezeichnung zusammengefasst werden. Die Schwerter entstanden alle vor der Kamakura-Zeit. Zu diesen Schwertern gehören:
1. Dōjigiri (童子切), Tachi-Form, Länge 79,9 cm, Krümmung 2,7 cm, geschmiedet von Hōki-no-Kuni Yasutsuna (伯耆国安綱) (wirklicher Name: Yokose Saburōdayū (横瀬三郎太夫)), Nationalschatz Japans aufbewahrt im Nationalmuseum Tokio.[2] Mit diesem Schwert erschlug angeblich Minamoto no Yorimitsu den Dämon Shuten-dōji.
2. Onimaru (鬼丸), Tachi-Form, Länge 78,2 cm, Krümmung 3,2 cm, geschmiedet von Awataguchi Sakon-no-Shōgen Kunitsuna (粟田口左近将監国綱), im Besitz des japanischen Kaiserhauses; mit diesem Schwert wurde Hōjō Tokiyori angeblich einen Dämon los.
3. Mikazuki (三日月), Tachi-Form, Länge 80 cm, Krümmung 2,7 cm, Mondsichelform, geschmiedet von Sanjō Kokaji Munechika, Nationalschatz, aufbewahrt im Nationalmuseum Tokio[3]
4. Ōdenta (大典太), Tachi-Form, Länge 66,1 cm, Krümmung 2,7 cm, geschmiedet von Miike Denta Mitsuyo (三池典太光世), Nationalschatz Japans. Erbstück der Ashikaga-Shogune, aufbewahrt von der Maeda Ikutokukai[4]
5. Juzumaru (数珠丸), Tachi-Form, Länge 81,1 cm, Krümmung 3,0 cm, geschmiedet von Aoe Tsunetsugu (青江恒次), Wichtiges Kulturgut Japans. Soll Nichiren gehört haben, der einen Rosenkranz um den Schwertgriff trug.